# Xian de De'an
Le xian de De'an (德安县 ; pinyin : Dé'ān Xiàn) est un district administratif de la province du Jiangxi en Chine. Il est placé sous la juridiction de la ville-préfecture de Jiujiang.

## Démographie
La population du district était de 214 726 habitants en 1999.